# Лисснер, Эрнест Эрнестович
Эрне́ст-Никола́й-Иога́нн Эрне́стович Ли́сснер (1874—1941) — русский художник, владелец частной художественной студии в Москве. Автор серии картин, посвящённых русско-польским войнам и Семилетней войне.

## Биография
Родился в семье купца 2-й гильдии Эрнеста-Константина Антоновича Лисснера (1837 — после 1897). происходившего из обрусевших австрийских дворян. Отец владел, совместно с Ю. Романом, известной типографией на Арбате, в которой выполнялись престижные заказы; в ней были напечатаны несколько юбилейных заказов Румянцевского музея, переписка митрополита Филарета (Дроздова), печаталась «История русской церкви» Е. Е. Голубинского.
Э. Э. Лисснер в 1885—1888 годах учился в реальном училище 1-го разряда К. К. Мазинга, располагавшемся в доме № 3 по Ваганьковскому переулку. Затем уехал за границу.
В 1898 году он уже сотрудник-иллюстратор журнала «Нива». В 1900—1908 годах, продолжая рисовать для Нивы а также для журнала «Охота», учился в Высшем художественном училище при Императорской Академии художеств, где его любимым учителем стал И. Е. Репин. По окончании академии был удостоен звания художника за картину «Привет вам, богатыри труда!» («Плотовщики»). В годы учёбы в Академии Лисснер начал иллюстрировать книги: «Сказка о лисичке-сестричке и волке» (М., 1900), «Горе» (М., 1902) — сначала для издательства брата Г. Лисснера, затем — для издательств И. Д. Сытина и И. Н. Кушнерева. В детских изданиях, оформлявшихся Лисснером, появлялись нарядные рамки вокруг рисунков, изящные буквицы и причудливые рукописные шрифты.
В 1909 году 35-летний Эрнст Эрнестович Лисснер стал участником XXXVII Выставки Товарищества передвижных художественных выставок. В последующие годы входил в различные объединения мастеров изобразительного искусства, например, в Общество художников «Свободное творчество» (1911—1918).
В Москве в Крестовоздвиженском переулке в доме, где с 1893 года находилась «Типография Э. Лисснера и Ю. Романа» (позднее «Типография Г. Лисснера и А. Гешеля»), Лисснер держал студию для желающих заниматься живописью.
После октябрьской революции 1917 года и Гражданской войны Эрнст Лисснер не прекращал работать и активно участвовать в бурной общественно-художественной жизни первого десятилетия советской власти. В 1918 году принял участие во II государственной выставке картин, где демонстрировал пять живописных картин с видами Боровска и Парижа, а также весенние этюды. В 1927 году на 1-й выставке картин Общества художников имени И. Е. Репина выставил семнадцать живописных и графических работ. Лисснер продолжал оформление книг: иллюстрировал рассказы Л. Н. Толстого «Для самых маленьких», произведения Д. Н. Мамина-Сибиряка.
В 1920-е годы входил в объединение «Искусство трудящимся» (1925—1928), в группу художников «Крыло» (1926—1928), в Общество художников имени И. Е. Репина (1924—1929). В 1920-х годах сотрудничал с музеем иконописи и живописи И. С. Остроухова.
3 октября 1937 года был расстрелян младший брат — Василий Эрнестович Лисснер, ответственный исполнитель по снабжению в Центральной опытной исследовательской лаборатории Наркомата здравоохранения, ранее служивший в германских самолетостроительных конторах «Юнкерс» и «Сименс» (проживал по адресу Кривой переулок, д.8, кв.4).
В 1938 году на «выставке исторических картин» в Третьяковской галерее он представил пять картин: «Соляной бунт при Алексее Михайловиче», «Медный бунт при Алексее Михайловиче», «Чумной бунт при Екатерине II», «Изгнание поляков из Кремля Пожарским», «Пожар Москвы при Наполеоне».
Э. Э. Лисснер является также автором картин «Героическая оборона Веприка (1709 год)» и «Вступление Красной гвардии в Кремль в ноябре 1917 года».
Место погребения Э. Э. Лисснера неизвестно.

## Галерея работ

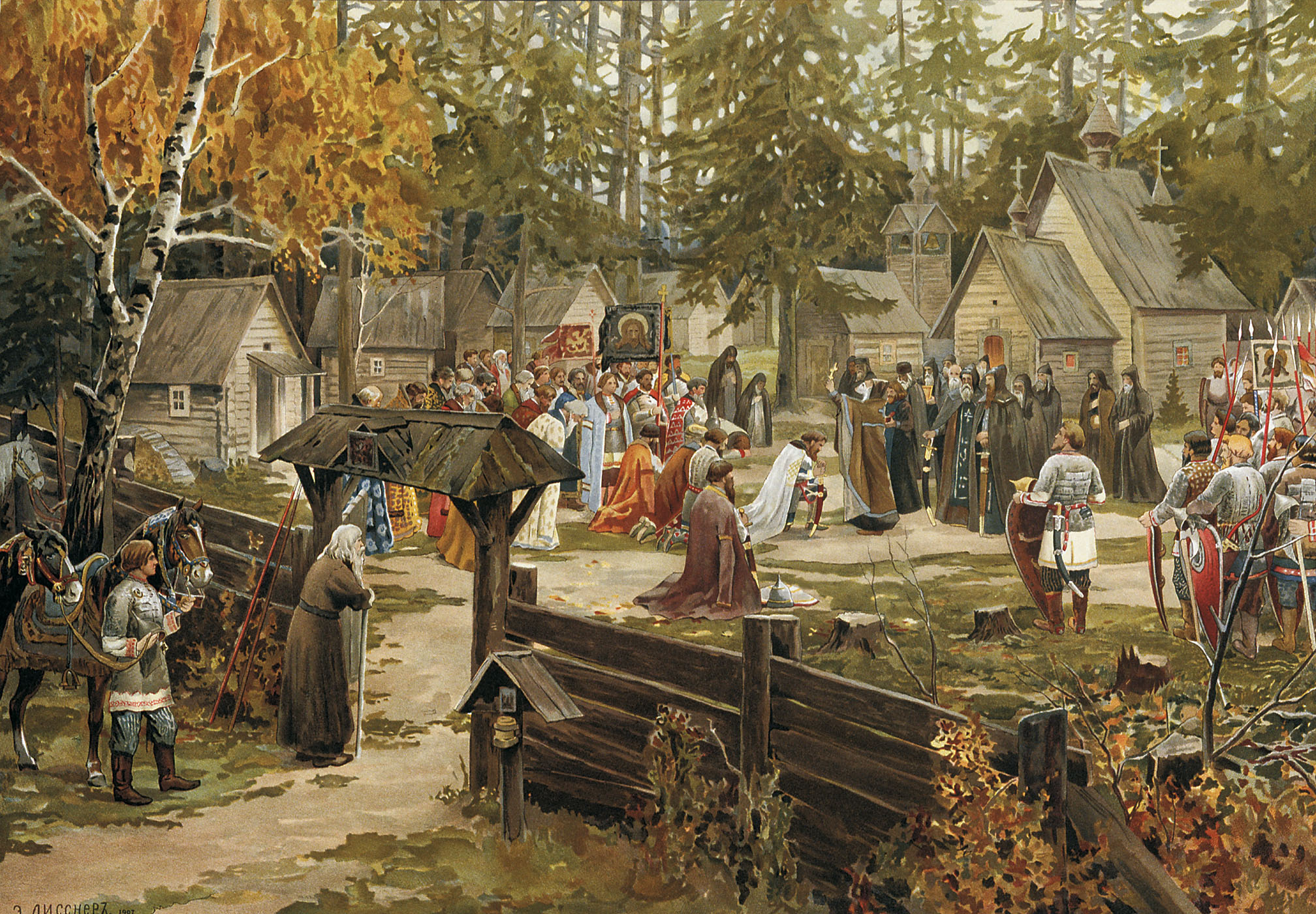
«Троице-Сергиева лавра». Бумага, акварель. (1907)
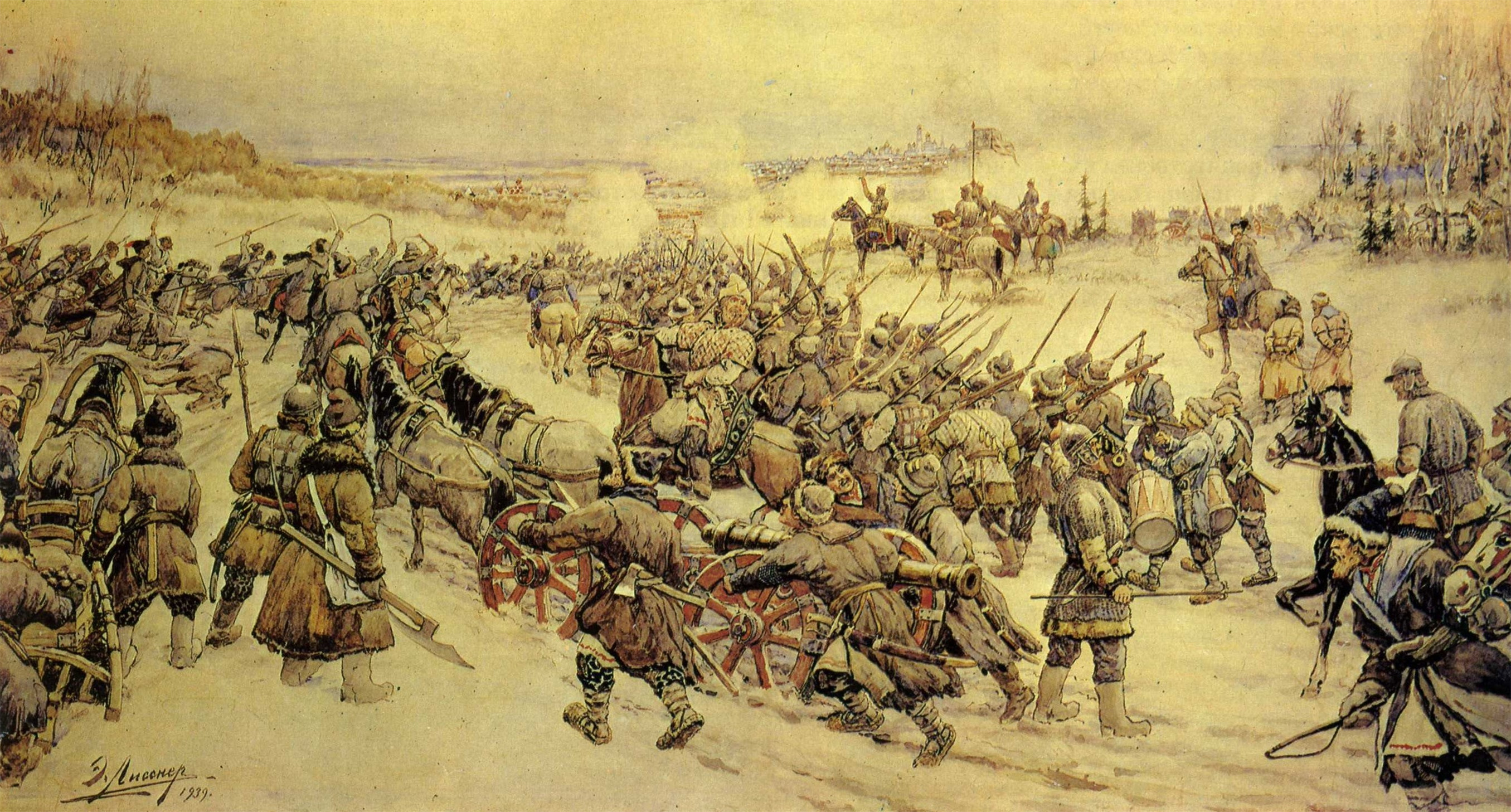
«Начало боя армии Болотникова с царскими войсками у Нижних Котлов под Москвой»
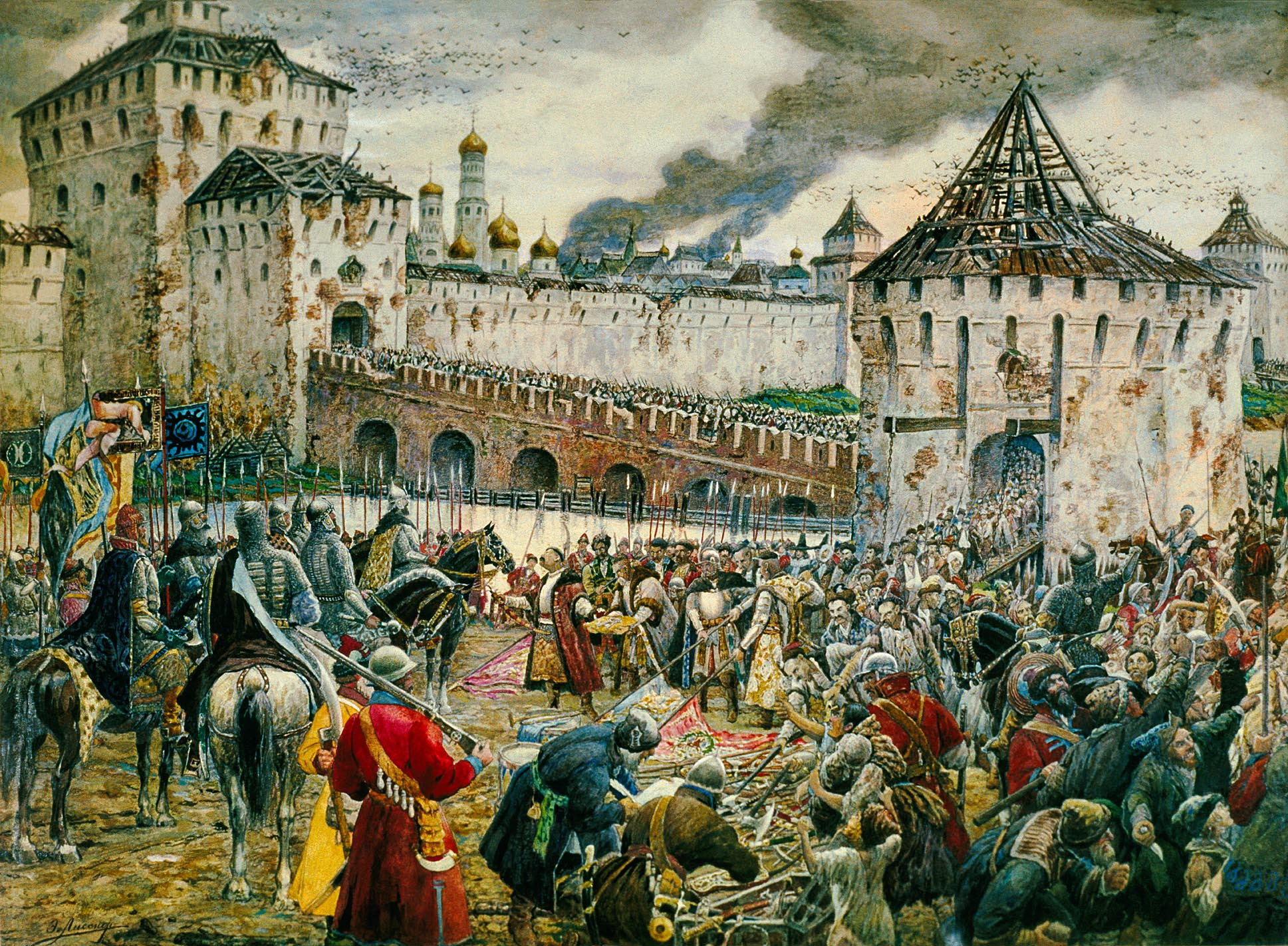
«Изгнание польских интервентов из Московского Кремля в 1612 году».
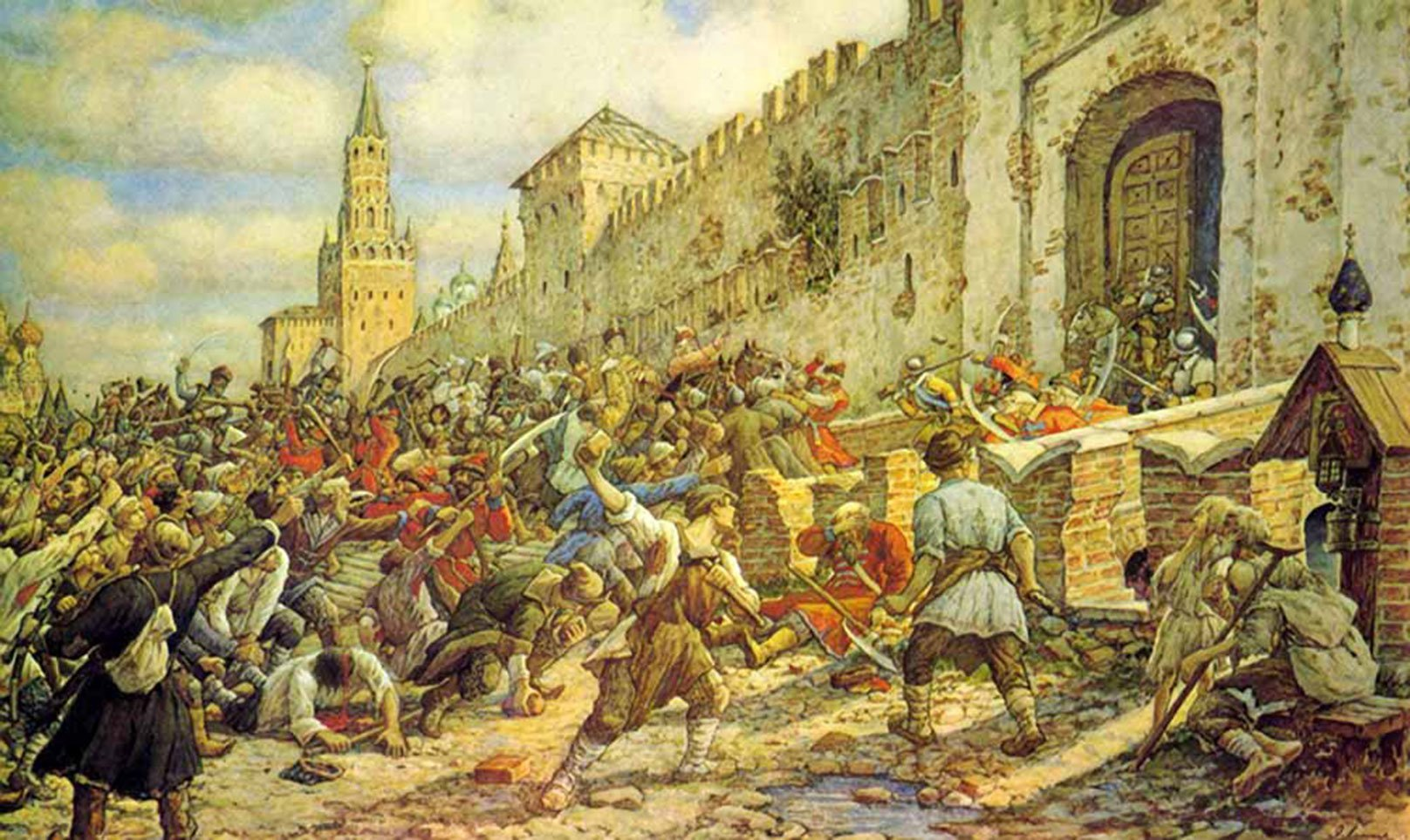
«Восстание в Москве в 1648 году (Соляной бунт)»
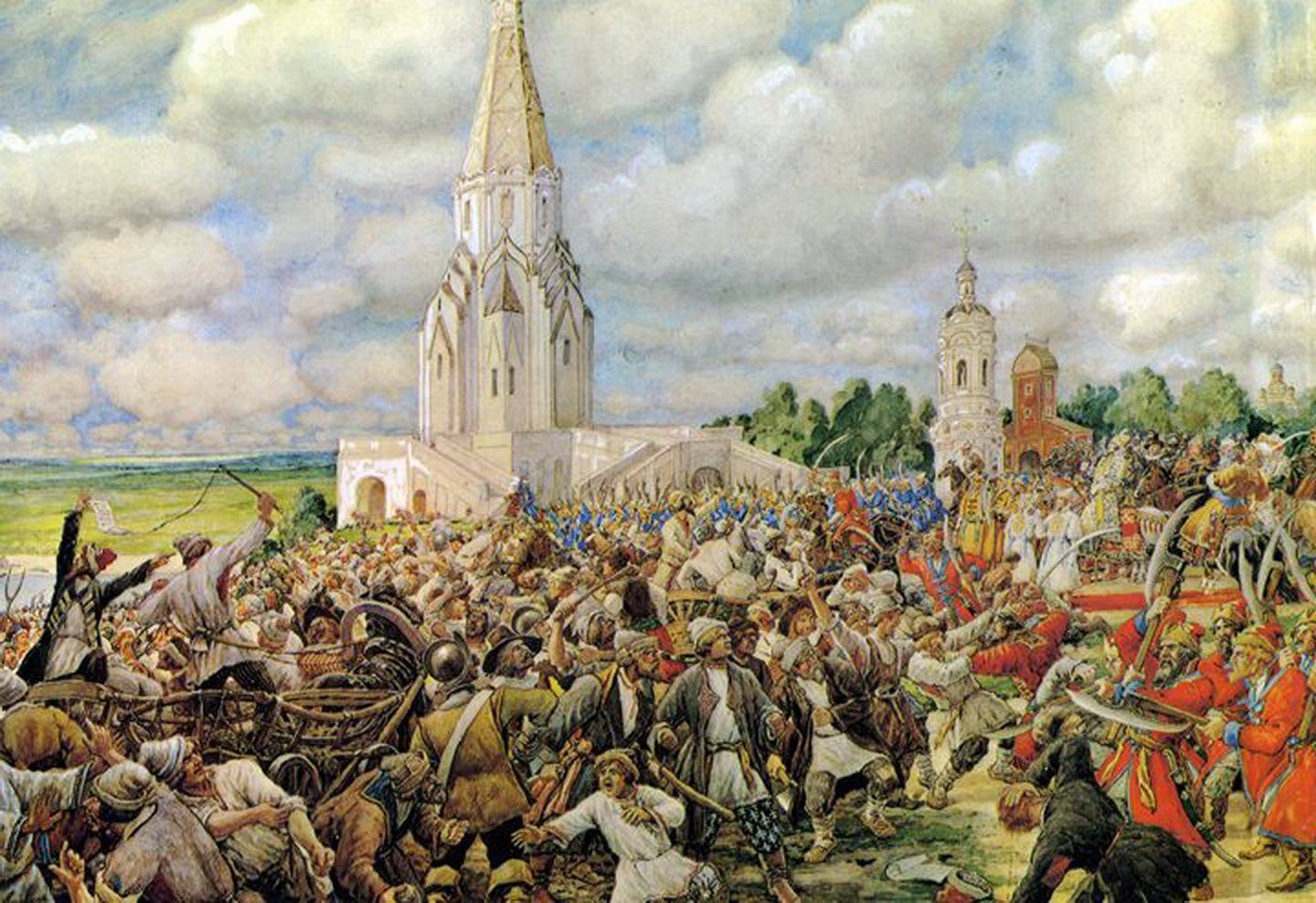
«Медный бунт. 1662». (1938)
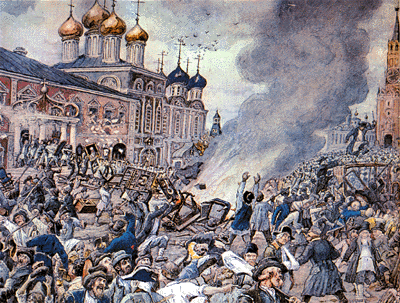
Чумной бунт